# Riunoguès
Riunoguès  ou Riunoguers est une ancienne commune et un hameau situé à Maureillas-las-Illas, dans le département français des Pyrénées-Orientales.

## Géographie

### Localisation
Riunoguès se situe dans la partie sud-est de la commune de Maureillas-las-Illas. La commune avait une superficie de 7,09 km2.

### Communes limitrophes
|                             | Maureillas         |                       |
| Maureillas                  | Riunoguès          | Les Cluses Le Perthus |
| Las Illas (par un tripoint) | Agullana (Espagne) | La Jonquera (Espagne) |

## Toponymie
Le nom est une francisation du catalan Riunoguers, formé de Riu (« rivière ») et Noguers (« noyers »).

## Histoire
En 1299, le seigneur de Saint-Jean-Pla-de-Corts Arnau II meurt alors qu'il n'est âgé que de trente-trois ans, laissant trois enfants. Son épouse, Gaillarde, reçoit alors du roi de Majorque Jacques II, en remerciement des services rendus par son mari, les justices légères de Riunoguès.
En 1344, le seigneur Bérenger II de Saint-Jean se retrouve indirectement impliqué dans le meurtre de deux habitants du Boulou, Jacques Llaurador et Pierre Rabasso. Un compromis est trouvé le 8 juillet 1345 avec l'accord de la reine Marie d'Aragon, épouse de Pierre IV. Parmi les mesures compensatoires, la fille de Jacques Llaurador, Boneta, et ses deux jeunes frères Marc et Guillaume, reçoivent la seigneurie de Riunoguès.
Ancienne commune française, Riunoguès fusionne le 20 juin 1972 par arrêté préfectoral du même jour avec Las Illas et Maureillas dans une nouvelle commune appelée Maureillas-las-Illas.

## Politique et administration
La commune de Riunoguès est intégrée dans le canton de Céret dès sa création en 1790 et demeure au sein du même canton lorsqu'elle est rattachée à la commune de Maureillas en 1972.

## Démographie

### Démographie ancienne
La population est exprimée en nombre de feux (f) ou d'habitants (H).
| 1365 | 1643 | 1720 | 1730 | 1755 | 1767 | 1774 | 1789 |
| ---- | ---- | ---- | ---- | ---- | ---- | ---- | ---- |
| 8 f  | 10 f | 5 f  | 13 f | 21 f | 89 H | 20 f | 14 f |

Note : 
- 1358 : non inclus car comptée avec Panissars et Le Perthus.

### Démographie contemporaine
La population est exprimée en nombre d'habitants.
| 1794 | 1795 | 1796 | 1800 | 1804 | 1806 | 1820 | 1827 | 1831 |
| ---- | ---- | ---- | ---- | ---- | ---- | ---- | ---- | ---- |
| 52   | 64   | 51   | 66   | 64   | 62   | 83   | 91   | 96   |

| 1836 | 1841 | 1846 | 1851 | 1856 | 1861 | 1866 | 1872 | 1876 |
| ---- | ---- | ---- | ---- | ---- | ---- | ---- | ---- | ---- |
| 91   | 93   | 117  | 92   | 89   | 91   | 81   | 150  | 75   |

| 1881 | 1886 | 1891 | 1896 | 1901 | 1906 | 1911 | 1921 | 1926 |
| ---- | ---- | ---- | ---- | ---- | ---- | ---- | ---- | ---- |
| 90   | 90   | 74   | 66   | 67   | 62   | 65   | 65   | 44   |

| 1931 | 1936 | 1946 | 1954 | 1962 | 1968 | - | - | - |
| ---- | ---- | ---- | ---- | ---- | ---- | - | - | - |
| 36   | 34   | 32   | 27   | 25   | 14   | - | - | - |

À partir de 1975, la population est comptée avec celle de Maureillas.

## Lieux et monuments
L'église du village est Saint-Michel de Riunoguès.